# Park Yong-Hyun
Park Yong-Hyun (1 de octubre de 1991) es un deportista surcoreano que compitió en taekwondo. Ganó una medalla de plata en los Juegos Asiáticos de 2010 en la categoría de –87 kg.

## Palmarés internacional
| Juegos Asiáticos | Juegos Asiáticos | Juegos Asiáticos | Juegos Asiáticos |
| Año              | Lugar            | Medalla          | Categoría        |
| ---------------- | ---------------- | ---------------- | ---------------- |
| 2010             | Cantón (China)   | Medalla de plata | –87 kg           |